# Brasnyó István
Brasnyó István (Mohol-Gunaras, 1943. augusztus 15. – Újvidék, 2009. július 5.) vajdasági magyar költő, prózaíró, műfordító.

## Életpályája
Általános iskolai tanulmányait szülővárosában és Topolyán végezte el. Egyetemi tanulmányait az Újvidéki Egyetem Bölcsészettudományi Karának magyar szakán végezte el.
Szabadfoglalkozású író volt. Szerbhorvát, ruszin, macedón nyelvről fordított.

## Művei
- Vadvizek (versek, 1966)
- Kinn a szélben (elbeszélések, 1968)
- Árnyék és fű (versek, 1969)
- Üres királyok (miniatűrök, 1970)
- Csapda (elbeszélések, 1971)
- Könnyűatlétika (versek, 1971)
- Égi laboda (gyermekversek, 1971)
- Lampion a fán (elbeszélések, 1972)
- A levegő titkai – Gazdanépek (versek, karcolatok, 1972)
- Égetni viszik? (versek, 1973)
- Szociográfia (versek, 1973)
- Kései csillag (gyermekversek, 1973)
- Kialudt tűz (versek, 1974)
- Holdfény (gyermekversek, 1974)
- Tükrös Madonna (elbeszélések, 1976)
- Álom (gyermekversek, 1978)
- Másként s másként (versek, 1978)
- Família (regény, 1979)
- A szivárvány jöttmentjei (ifjúsági regény, 1980)
- Földvár (versek, 1980)
- Hósáv (regény, 1981)
- Az imágó (elbeszélés, 1982)
- Bereníké haja (versek, 1982)
- Szeretném, ha meghallgatnál (gyermekversek, 1983)
- Majomév (regény, 1984)
- Körtánc a világ körül. A világirodalom legszebb gyermekversei (összeállította, 1984)
- Óda a regényhez (versek, 1985)
- Hogyan kell szivárványt festeni? (ifjúsági regény, 1985)
- Macula (regény, 1988)
- Árvaház. Misztérium; Forum, Újvidék, 1989 (Regénypályázat)
- Gyöngyéletünk története (elbeszélések, 1989)
- Bestiárium (versek, 1990)
- Mit szeretek? Dohogóvers gyerekembereknek; Forum, Újvidék, 1990
- Szokott-e ősz lenni Paraguayban? (regény, 1992)
- Az írmag (regény, 1993)
- Kész regény (regény, 1996)
- Vakta. Regény; Forum, Újvidék, 2003

## Műfordításai
- Vasko Popa: Kéreg (többekkel, 1963)
- Miroslav Krleža: Legenda (1965)
- Székely Tibor: A pápuák szigetén (útleírás, 1978)
- L. Ondrejov: Új tavasz (regény, 1978)
- R. Obrenović: Ez kész cirkusz (történetek gyermekeknek, 1979)
- P. Zubac: Elvtársunk, Tito (versek, 1979)
- G. Olujić: Gyöngyházrózsa és más mesék (mesék, 1981)
- N. Zekerya: Három utca gyerekei (mesék, 1982)
- S. Škrinjarić: Elődök utcája (1983)
- M. Stefanović: Mit érdemel az a bűnös? (1984)
- Paszkal Gilevszki: A dal élete (1985)
- T. Momirovszki: Szilfák kora (elbeszélés, 1985)
- J. B. Tito: Önéletrajzi vallomások (1985)
- Milorad Pavić: Kazár szótár (1987)
- Gyura Papharhaji: Ordas évek (1988)
- Marko Ristic: Turpitude (1988)
- M. Kovač: Égbeli jegyespár (1990)
- Dositelj Obradovic: Szívemnek drága föld (1990)

## Díjai
- Neven-díj (1972, 1974)
- Híd-díj (1976, 1988)
- Szirmai Károly-díj (1978)
- Bazsalikom-díj (1984)
- Salvatore Quasimodo-emlékdíj (1995)